# Maulik Pancholy
Maulik Navin Pancholy (18 januari 1974) is een Amerikaans acteur van Indiase afkomst. Hij won in 2009 een Screen Actors Guild Award samen met de gehele cast van 30 Rock, waarin hij van 2006 tot en met 2013 Jonathan speelde. Hij werd met zijn collega's al eens voor dezelfde prijs genomineerd in 2008 en zelf ook in 2007 samen met de cast van Weeds. Daarin verscheen hij als Sanjay.
Na eenmalige rollen in verschillende televisieseries, maakte Pancholy in 1999 zijn filmdebuut als Jamar in de komedie The Auteur Theory. Sindsdien verscheen hij in verschillende andere films. In september 2005 kreeg Pancholy zijn eerste vaste rol in een televisieserie, toen hij werd gecast door de makers van de zwarte komedie Weeds. Als het bijpersonage Sanjay helpt hij daarin hoofdpersonage Nancy Botwin (Mary-Louise Parker) met haar marihuanahandeltje. Tijdens zijn periode bij Weeds kreeg Pancholy ook een vaste rol als Jonathan in komedieserie 30 Rock. Daarin ziet Jack Donaghy (Alec Baldwin) hem aan voor M. Night Shyamalan en geeft die hem vervolgens een baan als assistent. Als Jonathan kenmerkt hij zich door zijn opmerkelijk grote bewondering voor Donaghy.

## Filmografie
*Exclusief televisiefilms
- Pup Star: World Tour (2018, stem)
- Pup Star (2016, stem)
- Super Buddies (2013, stem)
- Treasure Buddies (2012)
- Scooby-Doo! Legend of the Phantosaur (2011, stem)
- Good Sharma (2010)
- Raspberry Magic (2010)
- Love Ranch (2010)
- See You in September (2010)
- Tug (2010)
- Love N' Dancing (2009)
- 27 Dresses (2008)
- Park (2006)
- Quarter Life Crisis (2006)
- Friends with Money (2006)
- Hitch (2005)
- The Auteur Theory (1999)

## Televisieseries
*Exclusief eenmalige gastrollen
- The Good Fight - Dev Jain (2019, twee afleveringen)
- Milo Murphy's Wet - Verschillende stemmen (2017-2018, zes afleveringen)
- Sanjay and Craig - stem Sanjay Patel (2013-2016, 56 afleveringen)
- Phineas and Ferb - stem Baljeet Tjinder (2008-2015, 112 afleveringen)
- Whitney - Neal (2011-2012, 22 afleveringen)
- Web Therapy - Kamal Prakash (2011, vier afleveringen)
- 30 Rock - Jonathan (2006-2013, 62 afleveringen)
- Weeds - Sanjay (2005-2012, 27 afleveringen)
- 30 Rock: Kenneth the Webpage - Jonathan (2009, twee afleveringen)
- The Comeback - Kaveen Kahan (2005, twee afleveringen)
- Jack & Jill - Student (1999-2000, twee afleveringen)
- Tracey Takes On... - Roberto (1999, twee afleveringen)